# Aniela Kupiec
Aniela Kupiec z domu Milerska (ur. 5 kwietnia 1920 w Nydku, zm. w nocy z 10 na 11 września 2019) – polska poetka, autorka opowiadań w gwarze cieszyńskiej, działaczka społeczna.

## Życiorys
Była córką trzynieckiego hutnika Jerzego Milerskiego i jego małżonki Zuzanny. Uczęszczała do szkoły ludowej w Nydku, a potem do szkoły wydziałowej Macierzy Szkolnej w Bystrzycy. Swoją edukację ukończyła w 1937 roku w Szkole Gospodyń Wiejskich w Końskiej. Przed wojną pracowała w biurze trzynieckiej huty, później w czasie okupacji zmuszona była zatrudnić się  jako robotnica leśna. W roku 1945 wyszła za mąż za Jana Kupca,  nauczyciela z Bystrzycy. Nie podjęła już pracy zawodowej, cały swój czas poświęciła prowadzeniu gospodarstwa., wychowaniu dzieci – Ewy i Bronisława oraz pracy społecznej, która stała się jej prawdziwą pasją. Zajmowała się reżyserowaniem przedstawień teatralnych wykonywanych przez zespół, działający przy Kole Polskiego Związku Kulturalno-Oświatowego w Nydku, śpiewała w chórze, angażowała się w działalności sekcji Folklorystycznej i Literacko-Artystycznej przy Zarządzie  Głównym PZKO a także Grupy Literackiej „63”. Pierwsze próby poetyckie podjęła już w czwartej klasie szkoły ludowej. Po drugiej wojnie światowej kontynuowała pisanie wierszy oraz prozy gwarowej, publikując je w  prasie zaolziańskiej, Kalendarzach Sląskich i na łamach „Głosu Ziemi Cieszyńskiej” oraz „Panoramy Goleszowskiej”. W konkursach literackich zdobyła szereg nagród.

## Twórczość
Twórczość gwarowa Anieli Kupiec zawsze przyjmowana była bardzo życzliwie, zarówno przez krytyków, jak i przez czytelników. Przez wiele lat pisała do szuflady, sporadycznie tylko publikowała swe wiersze. Jej koleżanka Ewa Milerska namówiła ją do pokazania swoich prac prof. Danielowi Kadłubcowi. Ten zachęcił poetkę do dalszej pracy literackiej i do udziału w konkursach literackich ponieważ wierszy w języku literackim jest masa, gwarowych zaś bardzo niewiele.Talent poetycki autorki widoczny jest również w jej prozie. W opowiadaniach humorystycznych często widoczna jest satyra, na przykład przepaść między warstwami społecznymi czy między miastem a wsią. Współcześnie pojawiają się próby tłumaczeń opowiadań i wierszy autorki na język czeski czy nawet angielski ale tłumaczenia te tracą swoje oddziaływanie estetyczne.

### Utwory
- Korzenie – tomik poezji gwarowej wydany wspólnie z Ewą Milerską i Anną Filipek (1987)
- Malinowy świat (1988)
- Połotane żywobyci (1997)
- Po naszymu. Pieszo i na skrzidłach (2005)